# جزیره پیراللهی
جزیره پیراللهی (به لاتین: Pirallahı adası، به روسی: Артём остров) جزیره‌ای در دریای کاسپین است که جزئی از جمهوری آذربایجان به‌شمار می‌آید و در ساحل شمال‌شرقی شبه‌جزیره آب‌شوران و در ۴۳ کیلومتری شهر باکو قرار گرفته است.
این جزیره ۱۱ کیلومتر (۶٫۸ مایل) طول و ۴ کیلومتر (۲٫۵ مایل) عرض دارد و از نظر اداری، متعلق به منطقه پیراللهی باکو است. 
ذخایر نفتی در بخش شمالی جزیره پیراللهی ۱.۲ میلیون تن تخمین زده شده است.
در بخش جنوبی این جزیره یک باند فرود هلیکوپتر نیز وجود دارد.

## تاریخچه

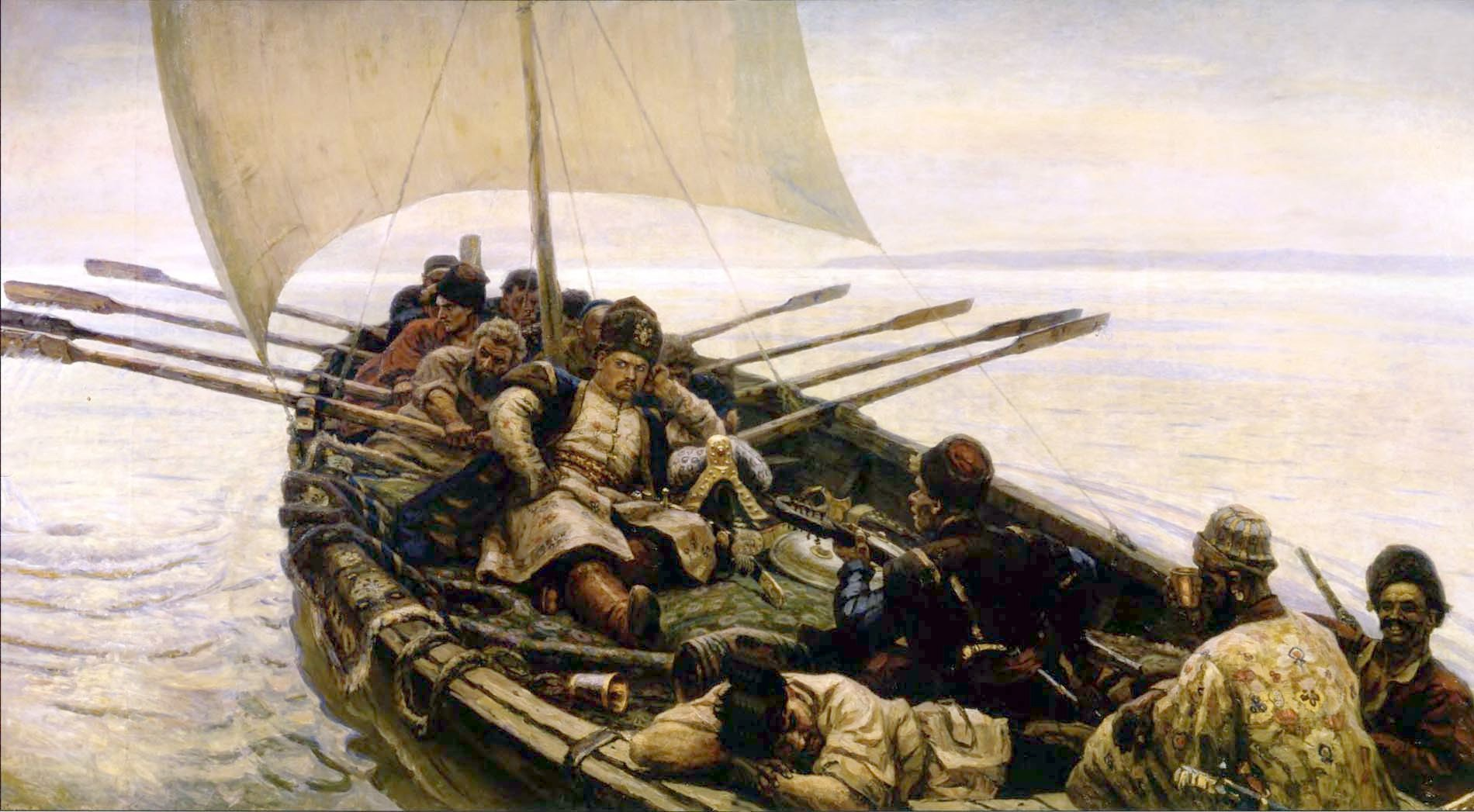
قوای کازاک و رهبرشان استپان رازین در دریای کاسپین (اثری از واسیلی سوریکوف)

در زمان امپراتوری روسیه نام این جزیره سویاتوی (Святой) بود که در روسی به‌معنی مقدس است. گفته می‌شود غنائم زیرزمینی فراوانی از نبرد دریایی که در سال ۱۶۶۰ میان ایران و رهبر کازاک‌ها، استپان رازین به وقوع پیوسته در بخش شمالی این جزیره برجای مانده است.
جزیره پیراللهی از نخستین ناحیه‌هایی در جمهوری آذربایجان که نفت استخراج شده است و در دهه ۱۸۲۰ میلادی به دو منطقه مجزا، یکی مسکونی و دیگری که در آن نفت به پارافین تصفیه می‌شد تقسیم شد. در سال ۱۹۳۴ میلادی، اکتشافگران نفت حفاری‌های فلزی را از جزیره دور کردند که در آن زمان پیشرفتی در اکتشاف نفت دریایی محسوب می‌شد.

### جزیره آرتیوم
هنگامی که جمهوری آذربایجان بخشی از اتحاد جماهیر شوروی سوسیالیستی بود نام این جزیره از آرتیوم به نام فئودور سرگیف که یکی از انقلابیون ارتش سرخ بود تغییر نام داد و پس از فروپاشی شوروی، دوباره آرتیوم نام گرفت. جزیره پیراللهی هنوز شهرکی به نام آرتیوم وجود دارد. روستای قدیمی آرتیوم به دلیل بالارفتن سطح آب دریای کاسپین تخلیه شد و ساکنان به تعدادی از برج‌های آپارتمانی که توسط زندانیان آلمانی در سال ۱۹۴۸ میلادی ساخته شده بودند، منتقل شدند.

## فناوری
یک شهرک صنعتی ۵۰ هکتاری و یک پارک فناوری پیشرفته فناوری اطلاعات و ارتباطات، توسط وزارت ارتباطات و فناوری های اطلاعات جمهوری آذربایجان در این جزیره ایجاد شده است.

## نگارخانه

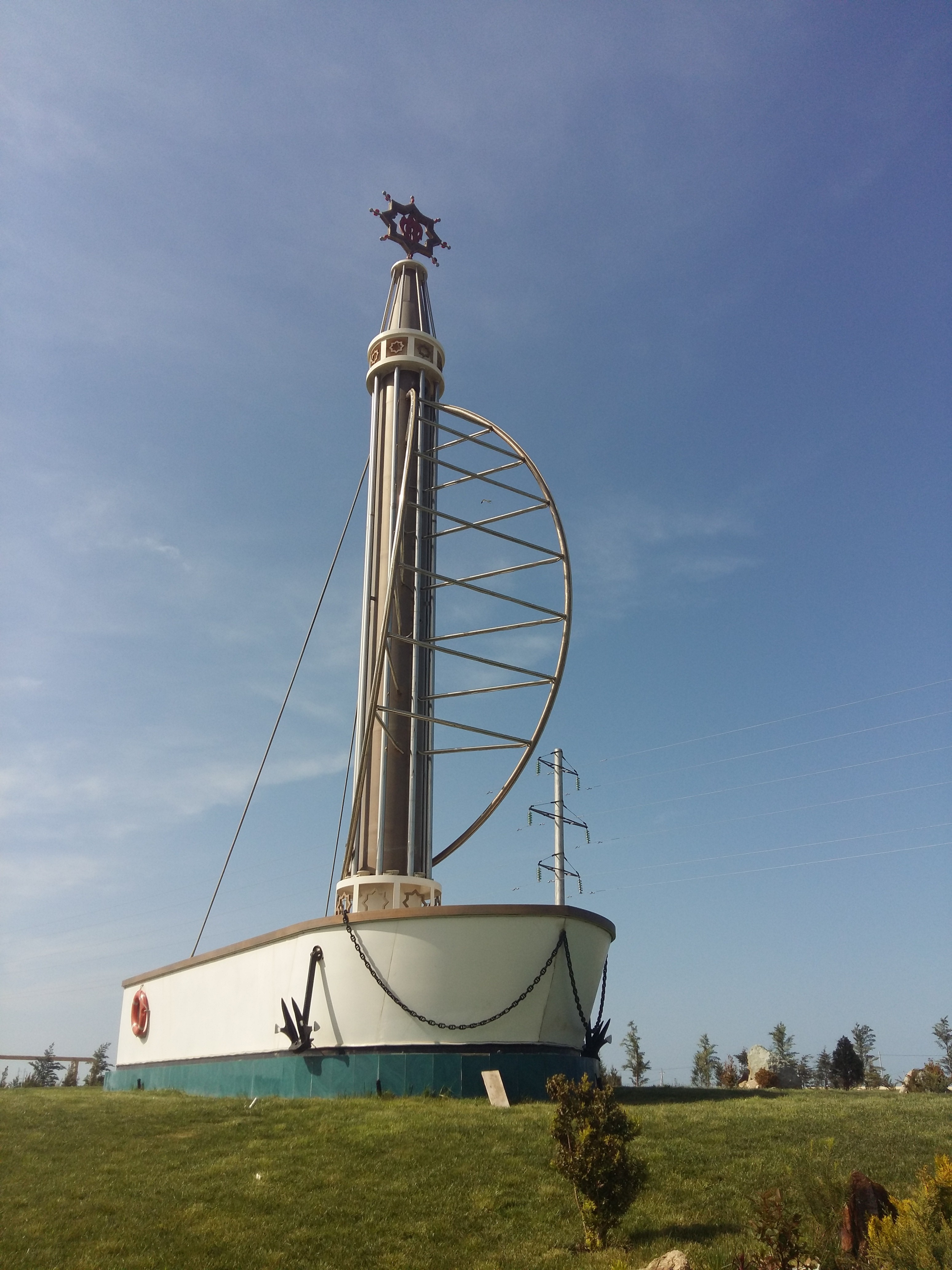
ناحیه پیراللهی
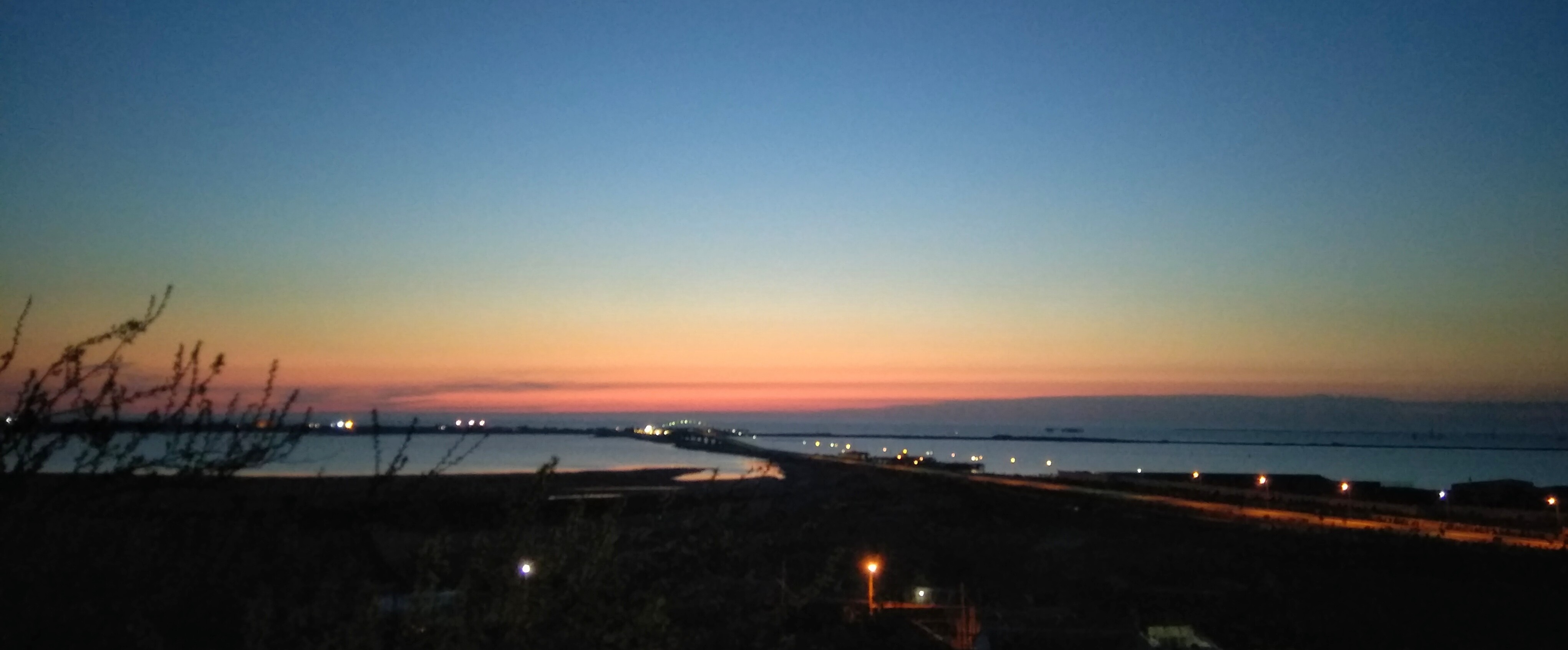
پل پیراللهی
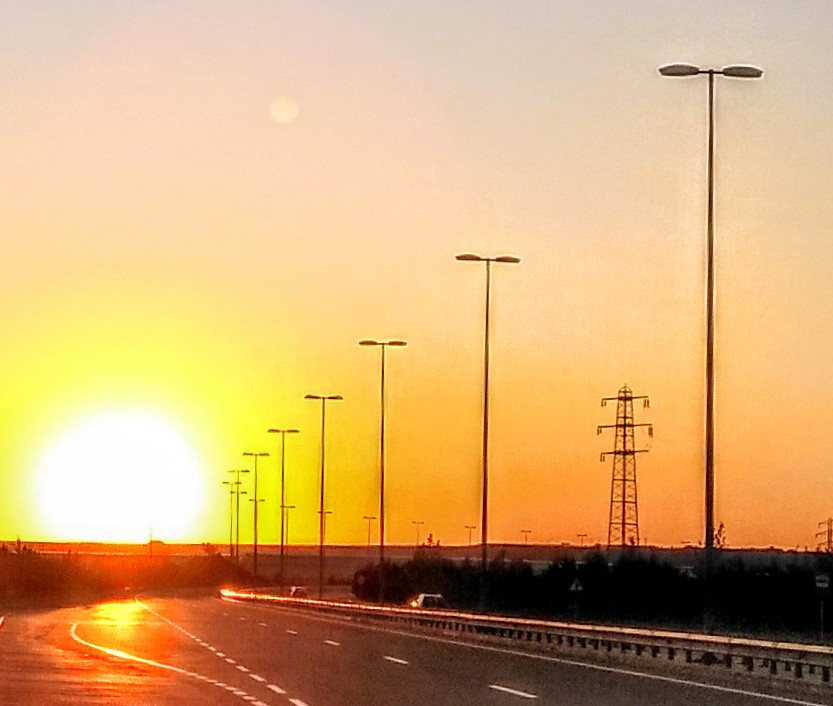
پل پیراللهی
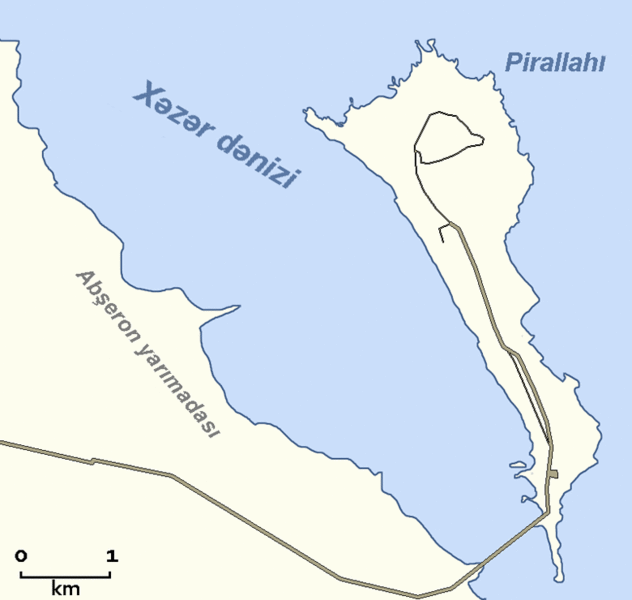
نقشه جزیره پیراللهی